# Departamento del Magdalena
Koordinaten: 10° 12′ N, 74° 12′ W
Das Departamento del Magdalena ist ein Departamento in der Región Caribe im Norden Kolumbiens.
Das Karibische Meer begrenzt es im Norden. Östlich liegen die Departamentos La Guajira und Cesar und westlich die Departamentos Bolívar und Atlántico. Das Departamento Magdalena trägt den Namen des Flusses Río Magdalena, der nach Maria Magdalena benannt ist und der die westliche Grenze des Departamentos bildet.
Die Wirtschaft basiert auf Landwirtschaft, mit den Produkten Bananen, Kaffee, Reis, Tabak, Yuca und Baumwolle, extensive Viehzucht und Fischfang.
Die Industrie spielt eine untergeordnete Rolle. Allerdings besitzt Magdalena mit Santa Marta einen internationalen Hafen und ausgedehnte Touristenzentren an der Küste mit Hotels und Zeltplätzen.
Magdalena besitzt außerdem Erdölvorkommen.
In Magdalena liegen die Parks Tayrona, Isla de Salamanca und die Strände von El Rodadero.
Geographische Besonderheit des Departamentos ist das höchste Küstengebirge der Welt, die Sierra Nevada de Santa Marta (Pico Cristóbal Colón und Pico Simón Bolívar mit je 5770 m Höhe). Dort befinden sich die beiden Ausgrabungsstätten Ciudad Perdida und Pueblito, verlassene Städte der Tairona-Kultur, der Kogi, Arhuaco und Asario.

## Administrative Unterteilung
Die 30 Gemeinden Magdalenas stehen in der Liste der Municipios im Departamento del Magdalena.

## Bildung
Die Universidad del Magdalena hat ihren Sitz in Santa Marta. 